# Baalrog firstmani
Espèce
Synonymes
- Schizomus firstmani Rowland, 1973
- Stenochrus firstmani (Rowland, 1973)

Baalrog firstmani est une espèce de schizomides de la famille des Hubbardiidae.

## Distribution
Cette espèce est endémique du Veracruz au Mexique,. Elle se rencontre dans les grottes Grutas de Atoyac à Atoyac.

## Description
Le mâle holotype mesure 5,0 mm et la femelle paratype 4,7 mm.

## Étymologie
Cette espèce est nommée en l'honneur de Bruce Laurence Firstman.

## Publication originale
- Rowland, 1973 : A new genus and several new species of Mexican schizomids (Schizomida:Arachnida). Occasional Papers Museum Texas Tech University, no 11, p. 1-23 (texte intégral).